# Idiophyes virescens
Idiophyes virescens là một loài bọ cánh cứng trong họ Endomychidae. Loài này được Fauvel miêu tả khoa học năm 1903.